# Touche de verrouillage
Sur les claviers informatiques, une touche de verrouillage est une touche qui permet d'activer/désactiver un ensemble de touches.
La plupart des claviers possèdent trois touches de verrouillage.
- Verrouillage du pavé numérique : Verr num
- Verrouillage des lettres majuscules : Verrouiller maj
- Verrouillage des touches de défilement : Arrêt défil

À ces touches de verrouillage sont associées de lumières vertes qui indiquent l'état (activée/désactivée) de la partie concernée.